# Viola bissetii
Viola bissetii Maxim. – gatunek roślin z rodziny fiołkowatych (Violaceae). Występuje naturalnie w Japonii – na wyspach Honsiu, Kiusiu i Sikoku. 

## Morfologia

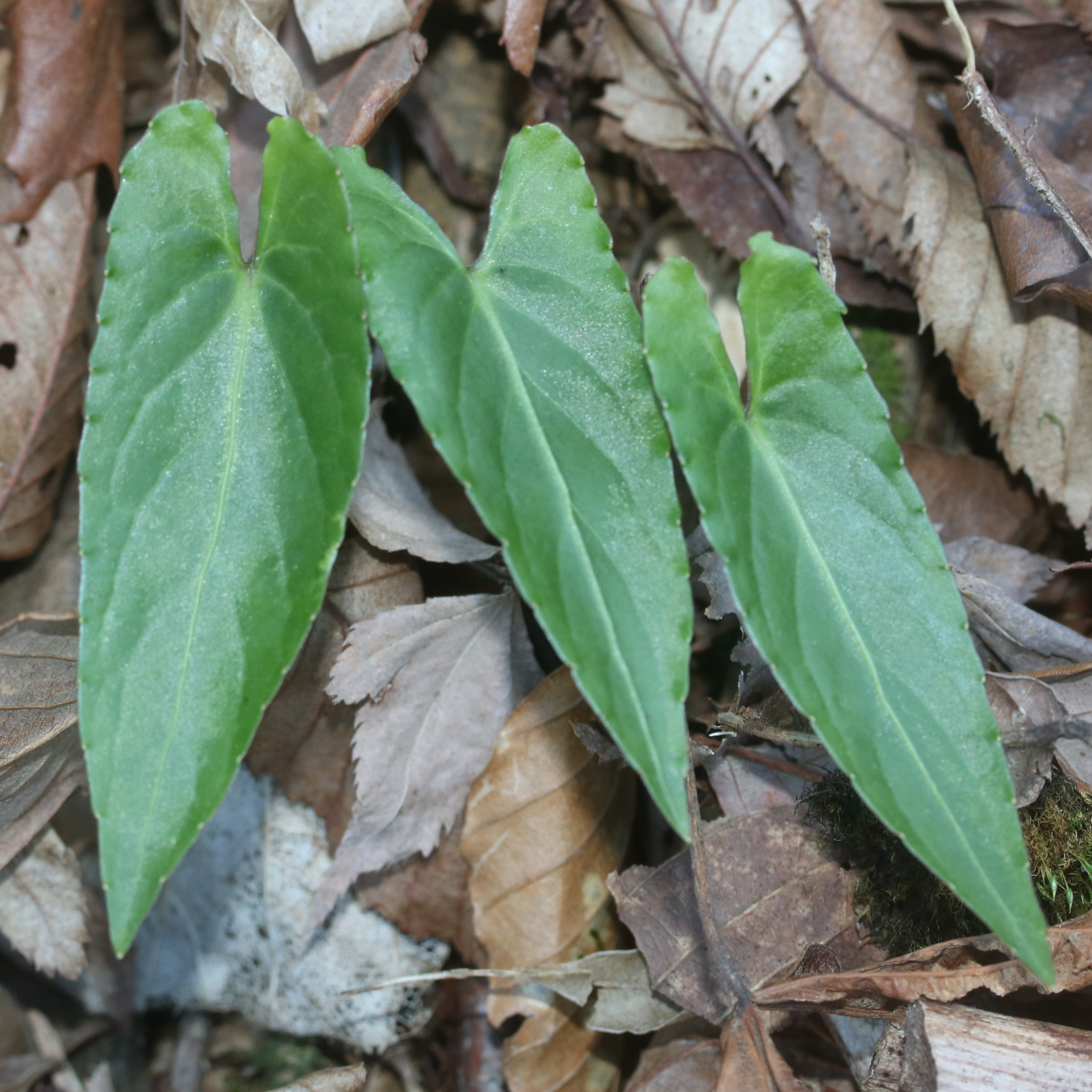
Liście

PokrójBylina dorastająca do 5–12 cm wysokości, tworzy kłącza.
LiścieBlaszka liściowa ma owalnie trójkątny lub lancetowato trójkątny kształt. Mierzy 5–16 cm długości oraz 2,5–10 cm szerokości, jest piłkowana na brzegu, ma sercowatą nasadę i ostry wierzchołek. Ogonek liściowy jest nagi i ma 5–10 cm długości. Przylistki są strzępiaste i osiągają 8–12 mm długości.
KwiatyPojedyncze, wyrastające z kątów pędów. Mają działki kielicha o lancetowatym kształcie. Płatki są odwrotnie jajowate, mają białopurpurową barwę oraz 15–18 mm długości, płatek przedni jest wyposażony w obłą ostrogę o długości 4-5 mm.